# Lasioptera corni
Lasioptera corni är en tvåvingeart som beskrevs av Ephraim Porter Felt 1907. Lasioptera corni ingår i släktet Lasioptera och familjen gallmyggor. Inga underarter finns listade i Catalogue of Life.